# Neodiplothele martinsi
Espèce
Neodiplothele martinsi est une espèce d'araignées mygalomorphes de la famille des Barychelidae.

## Distribution
Cette espèce est endémique du Brésil. Elle se rencontre au Minas Gerais, en Espírito Santo et au Bahia.

## Description
Le mâle holotype mesure 6,32 mm et la femelle paratype 9,6 mm.

## Étymologie
Cette espèce est nommée en l'honneur de Pedro Henrique Martins.

## Publication originale
- Gonzalez-Filho, Lucas & Brescovit, 2015 : A revision of Neodiplothele (Araneae: Mygalomorphae: Barychelidae). Zoologia (Curitiba), vol. 32, no 3, p. 225-240 (texte intégral).